# Kyselina sulfoxylová
Kyselina sulfoxylová je anorganická sloučenina se vzorcem H2SO2, jedna z kyselin síry; její molekula se skládá ze dvou hydroxylových skupin navázaných na atom síry. Jedná se o nestabilní látku, která tvoří přechod mezi sulfanem a kyselinou dithioničitou. Síra v ní má oxidační číslo +2. Jejím anhydridem by teoreticky měl být oxid sirnatý, o kterém však není známo, že by reagoval s vodou.
Konjugovanou bází k této kyselině je sulfoxylátový anion SO -2
2 , který je mnohem stabilnější. Přechodem mezi těmito dvěma látkami je ion HSO -
2 , který je také do jisté míry stabilní. Sulfoxylátové ionty je možné připravit rozkladem dioxidu thiomočoviny v zásaditém roztoku. Při této reakci nejprve dioxid thiomočoviny vytváří tautomer, kterým je kyselina aminoiminomethansulfinová (H2NC(=NH)SO2H), jenž se následně rozpadá. Sulfináty reagují s formaldehydem za vzniku hydroxymethansulfinátu rongalitu.
HSO -
2  + H2CO → HOCH2SO −
2 
který se používá jako barvivo.

## Vznik
Kyselina sulfoxylová byla zachycena v plynné fázi; pravděpodobně vzniká jako meziprodukt při oxidaci sulfanu v organismech, v atmosféře i jinde v přírodě, například i v cirkumstelárních discích. Při oxidaci H2S se oxidační číslo síry postupně zvyšuje z −2 přes 0 a +2, následně na +4, čímž vznikají siřičitany, a +6 (sírany). Při oxidaci sulfidů vzdušným kyslíkem v zásaditém prostředí za přítomnosti nikelnatých kationtů koncentrace sulfoxylátů vzroste na přibližně 5 % a na této úrovni zůstává několik dnů. Koncentrace polysulfidů se rovněž zvyšuje a dosáhne asi 25 % původní koncentrace sulfidů. Nakonec dojde ke vzniku thiosíranů.
Kyselina sulfoxylová se získává ozářením pevné směsi pevného H2S a H2O ultrafialovým zářením a následným zahřátím reakční směsi. Tento proces by mohl probíhat na kometách či v cirkumstelárních discích. Lze ji také připravit pomocí elektrického výboje ve směsi neonu, vodíku a oxidu siřičitého. Tímto postupem vzniká také hydrogenperoxid sulfhydrylu.

## Vlastnosti
Kyselina sulfoxylová je izomerní s kyselinou sulfinovou, která má vodíkový atom vázaný na atom síry, který je s kyslíkovým atomem spojen dvojnou vazbou. Dalšími izomery jsou thiadioxyran (heterocyklus obsahující dva atomy kyslíku a jednu síru), dihydrogensulfon (v němž je atom síry spojen s dvěma vodíky a dvěma kyslíky), hydrogenperoxid sulfurylu (HSOOH) a dihydrogenpersulfoxid (H2SOO). Kyselina sulfoxylová má z těchto látek nejnižší vnitřní energii.
Kyselina sulfoxylová je slabá kyselina, její pKa1 má hodnotu 7,97. Jejímu hydrogenaniontu HSO -
2  odpovídá pKa2 o hodnotě 13,55.
Obě vazby H−O nejsou zcela stejně dlouhé, jejich délky jsou 96,22 a 96,16 pm. Délky vazeb S-O také nejsou stejné, činí 163,64 a 163,67 pm.
Mikrovlnné spektrum této látky má absorpční čáry na frekvencích 10,419 265, 12,244 125 9, 12,891 025 4, 14,022 369 8, 16,316 177 9, 19,450 903 0, 21,470 903 5, 24,758 844 5, 29,506 505 0, 29,584 825 0 a 32,877 205 0 GHz.

## Reakce
Kyselina sulfoxylová se disproporcionuje na síru a kyselinu siřičitou; vznikají také thiosírany (S2O -
3 ).
Kyselina sulfoxylová a její soli se snadno oxidují vzdušným kyslíkem. Vzniká přitom oxid siřičitý, meziproduktem je radikálový anion oxidu siřičitého.
SO 2−
2  + O2 → SO•2− + O•2−
SO•2− + O2 → SO2 + O•2−
SO•2− ⇌ S2O 2−
4 
Je známo několik sulfoxylátů, například trihydrát sulfoxylátu kobaltnatého (CoSO2·3H2O). Tato sůl je rozpustná ve vodných roztocích amoniaku; pokud ovšem při reakci vzniká sulfid, tak se vysráží.
Sulfoxyláty v roztocích reagují s thiosírany za vzniku sulfidů a siřičitanů.
Sulfoxyláty redukují dusitany na radikálový dianion NO• 2−
2 , který reakcí s vodou vytváří hydroxidové ionty a oxid dusnatý, který, stejně jako oxid dusný, může být dále redukován.
Reakcí sulfoxylátů s chlornany, bromem nebo oxidem chloričitým se tvoří sulfan a sírany.
Dithioničnany se při pH 4 rozkládají na kyselinu sulfoxylovou a hydrogensiřičitany. Kyselina následně dále reaguje s dithioničnany, čímž se opět vytváří hydrogensiřičitany, také síra a thiosírany.
S2O 2−
4  + H+ → H2SO2 + HSO −
3 
S2O 2−
4  + H2SO2 → 2 HSO −
3  + S
S2O 2−
4  + H2SO2 → HSO −
3  + S2O 2−
3  + H+
Redukcí oxidu siřičitého vzniká hydrogensulfoxylátový anion jako meziprodukt; ten poté může reagovat s organickými sloučeninami s dvojnými vazbami za vzniku organických sulfinátů. Hydrogensulfoxyláty reagují s divinylsulfonem za tvorby 1,4-dithian-1,1,4,4-tetroxidu. Perfluorfenyljodid jím může být redukován na pentafluorbenzen.
Reakcí kyseliny sulfoxylové se siřičitany vznikají trithionany (S3O −6
2 ), s thiosírany vznikají pentathionany (S5O −6
2 ).

## Soli
Podařilo se připravit soli kyseliny sulfoxylové s kobaltem, thalliem a zinkem. Kobaltnatá sůl se připravuje reakcí thiosíranu sodného s chloridem kobaltnatým a amoniakem. Zinečnatá sůl se získává reakcí kovového zinku s chloridem sulfurylu. Sulfoxylát thallný se připravuje reakcí se sulfidem thallným; výsledný produkt má olivově hnědou barvu, která se při zahřátí na 250 °C mění na žlutou. Měďnou sůl kyseliny sulfoxylové (Cu2SO2) je možné připravit zahříváním směsi sulfidu a síranu měďného. Taje při 340 °C a v kapalném skupenství je stabilní do teploty 410 °C. Fázové přechody u něj probíhají také v pevném skupenství, a to pří 105 a 150 °C.

## Deriváty
Názvoslovná přípona pro sloučeniny obsahující skupinu −OSOH může být -oxysulfanol, -hydrogensulfoxylát nebo -oxysulfenová kyselina; používané předpony jsou hydroxysulfanyloxy- a sulfenooxy-. Pro iontovou skupinu -OSO− se používá označení -oxysulfanolát, -sulfoxylát, oxysulfanolato- nebo sulfenatooxy-. Sloučeniny s obecným vzorcem R-OSO-R' se pojmenovávají pomocí přípony -dioxysulfan nebo -sulfoxylát či předpony oxysulfanyloxy- nebo sulfenooxy-.
Reakcí chloridu sirnatého s nasycenými primárními nebo sekundárními alkoholy vznikají diarylsulfoxyláty (ROSOR'). S 1,2-dioly vytváří SCl2 polymerní sulfoxyláty; obdobným postupem vznikají dialkoxydisiřičitany a dialylsiřičitany. Výtěžnost přípúravy sulfoxylátů touto reakcí je nejvyšší při teplotách okolo −75 °C a naředění reaktantů, což omezuje tvorbu chloru a chloridu sirného. Diethylsulfoxyláty lze připravit reakcí diethoxydisulfidů s ethoxidem sodným. Byly také získány propyl-, isopropyl-, n-butyl- a n-pentylsulfoxyláty a sulfoxyláty cholesterolu. Nenasycené alkoholy nereagují s SCl2 za vzniku sulfoxylátů. Reakce chloridu sirnatého s 1,3-dioly může vést ke vzniku šestičlenných 1,3,2-dioxathianových cyklů, dvanáctičlenných cyklických dimerních sulfoxylátů nebo i větších cyklů a polymerů.
Dimethylester kyseliny sulfoxylové byl zkoumán pomocí řady metod, jako jsou elektronová dífrakce, rentgenová krystalografie, Ramanova spektroskopie a infračervená spektroskopie. Výzkum těchto molekul je jednodušší než u samotné kyseliny. Za standardních podmínek se jedná o kapalinu vroucí při 74 °C a tuhnoucí při −67 °C. V plynném skupenství je úhel vazby O-S-O přibližně 103°, délka vazby O-S činí 162,5 pm, vazba O-C má délku 142,6 pm a vazba C-H délku 110,5 pm. Molekula má C2 symetrii s methylovou skupinou umístěnou nad rovinou vymezenou atomy OSO, a druhou pod touto rovinou. Energetická bariéra přesunu methylové skupiny z jedné strany roviny na druhou je 37 kJ/mol.